# Last Summer
Last Summer (tj. Poslední léto) je americký hraný film z roku 2013, který režíroval Mark Thiedeman podle vlastního scénáře. Film popisuje vztah mezi dvěma spolužáky o posledních prázdninách po střední škole.

## Děj
Příběh se odehrává během léta v malém jižanském městě. Luke a Jonah jsou kamarádi od dětství, spolužáci a také milenci, což jejich rodiče víceméně tuší. Oběma skončila střední škola a nyní mají před sebou poslední prázdniny. Každou volnou chvíli tráví společně, nicméně je oba tíží výhledy do budoucna. Zatímco Luke chodí ještě na letní doučovací školu a o své budoucnosti nemá žádné představy, Jonah jako výborný student půjde na některou z univerzit v Illinois. Oba si uvědomují, že to pro ně znamená odloučení, pravděpodobně definitivní.

## Obsazení
| Samuel Pettit      | Luke           |
| Sean Rose          | Jonah          |
| Deb Lewis          | Lukův učitel   |
| Roben R. Sullivant | Jonahova matka |
| Byron Taylor       | Lukův otec     |